# Dold variabel-teorier
Dold variabel-teorier är tolkningar av kvantfysik som innebär att ett kvantmekaniskt system inte fullständigt kan beskrivas av en vågfunktion, utan att det behövs minst ytterligare en variabel.
Dolda variabler skulle ge ett entydigt värde till en kvantmekanisk partikels egenskaper – position, rörelsemängd och energi – oavsett om den observeras eller inte. Under kvantfysikens utveckling förespråkades dolda variabler av bland annat Albert Einstein, men i dag, särskilt efter presentationen av Bells teorem, har de svagt stöd bland fysiker. Den enda sådana teorin som fortfarande visas minimalt med intresse är Bohmsk mekanik, som använder icke-lokala dolda variabler.